# Sukadana (Kubu)
Sukadana is een bestuurslaag in het regentschap Karangasem van de provincie Bali, Indonesië. Sukadana telt 5551 inwoners (volkstelling 2010).